# Dalberger Hof (Oppenheim)
Der Dalberger Hof in Oppenheim war das dortige Wohn- und Wirtschaftsgebäude der Familie Dalberg, nachdem sie 1342 eine Burgmannenstelle auf der Burg Landskron über Oppenheim als Lehen erhalten hatte. Die Gebäude wurden im Pfälzischen Erbfolgekrieg 1689 zerstört.

## Geografische Lage
Der Dalberger Hof lag auf dem Grundstück, das heute mit „Dalbergerstraße 21“ bezeichnet wird.
Südlich des Dalberger Hofs lag der Hof derer von Frankenstein
, nördlich der der Herren von Gemmingen, später in den Händen der Familie Wolfskehlen, Familien zwischen denen auch mehrfach geheiratet wurde.

## Geschichte

### Burglehen
Dieter II. (genannt ab 1334; † 23. Juli 1371) heiratete nach 1334 Katharina, verwitwete von Scharffenstein († 8. Juli 1351), Tochter von Klaus und Nesa Salman zum Silberberg. Mit ihr kam umfangreicher Besitz in die Familie, darunter das Burgmannenlehen, ein Reichslehen, das die Dalberger seit 1342 innehatten.
Um diesen Besitz zu verwalten, wurde der Dalberger Hof in Oppenheim errichtet und betrieben. Angeblich wurde er 1455 erworben. In den folgenden Jahrhunderten war Oppenheim einer der Wohnorte eines der Zweige der vielverzweigten Familie der Kämmerer von Worms, die sich später „von Dalberg“ nannten.
Größere Umbauten erfolgten unter Wolfgang IX an der Wende vom 16. zum 17. Jahrhundert.

### Berühmte Gäste
Der Dalberger Hof muss einer der best ausgestatteten in Oppenheim gewesen sein, denn er diente durchreisender Prominenz immer wieder als Quartier. Dazu zählten:
- Kurfürst Friedrich III. von der Pfalz, als er am 12. Mai 1565 zu einem Religionsgespräch nach Oppenheim kam.
- Vom 2. Juni bis zum 4. Juni 1613 wohnten hier Friedrich V. von der Pfalz, der spätere „Winterkönig“, und seine Frau, Elisabeth Stuart. Von hier reisten sie nach Worms weiter.

## Bauwerk
Aus spätmittelalterlicher Zeit erhalten ist ein ausgedehntes Keller-Gang-System, das sich unter der Straße hindurch auch unter den auf der gegenüber gelegenen Straßenseite anschließenden Grundstücken fortsetzt (siehe auch: Oppenheimer Kellerlabyrinth). Es ist der einzige Teil der Anlage, der heute noch erhalten ist.
Im Wohngebäude gab es einen großen Saal, in dem nach einer Beschreibung aus dem Jahr 1643 „in rechter Mansgröße, die fürnembste Teutsche Helden, Kayser, Könige und Fürsten, von Tuisconn dem ersten Teutschen biß uff Carolum Quintum mit ihrer eigendlichen Kleidung und schönen Farben künstlich abgemalet und waß ein jeder Denkwürsiges gethan, mit Lateinischen und Teutschen Versen darunter verzeichnet gestanden“.
Bei der Zerstörung von Oppenheim durch französisches Militär unter General Ezéchiel de Mélac am 31. Mai 1689 wurde auch die oberirdische Bausubstanz des Dalberger Hofes weitgehend zerstört. 1728 war das Gelände weiterhin unbebaut. Wolfgang Eberhard II. von Dalberg (1679–1737), der bis 1737 Oberamtmann in Oppenheim war, wohnte außerhalb. Christian Georg Schütz der Ältere zeichnete noch 1770 die Ruinen des Dalberger Hofes.
Aber erst 1804 wurde das Grundstück an Jakob Reuter verkauft, der dort ein einstöckiges Haus mit Viehstall errichtet. Noch vor 1840 oder Anfang der 1840er Jahre kaufte Abraham Frowein (1797–1848), Sohn des ehemaligen, gleichnamigen Bürgermeisters von Elberfeld und dort Textilfabrikant, das Grundstück, errichtete hier einen Sommersitz und widmete sich dem Weinbau. Zu der von Froweins Neffen, August Frowein, 1882 hier errichteten historistischen Villa siehe: hier.

## Wissenswert
Im Dalberger Hof in Oppenheim bewahrte die Familie das Schwert auf, das Friedrich VI. von Dalberg auf dem Reichstag 1495 in Worms getragen hatte.
Vor dem Dalberger Hof befand sich seit 1546 der Ritterbrunnen (auch: Geschlechterbrunnen), der auch heute noch dort steht. Geschmückt ist er mit den Wappen der Nachbarn, Dalberg, Frankenstein und Gemmingen.